# Peder O. Aune

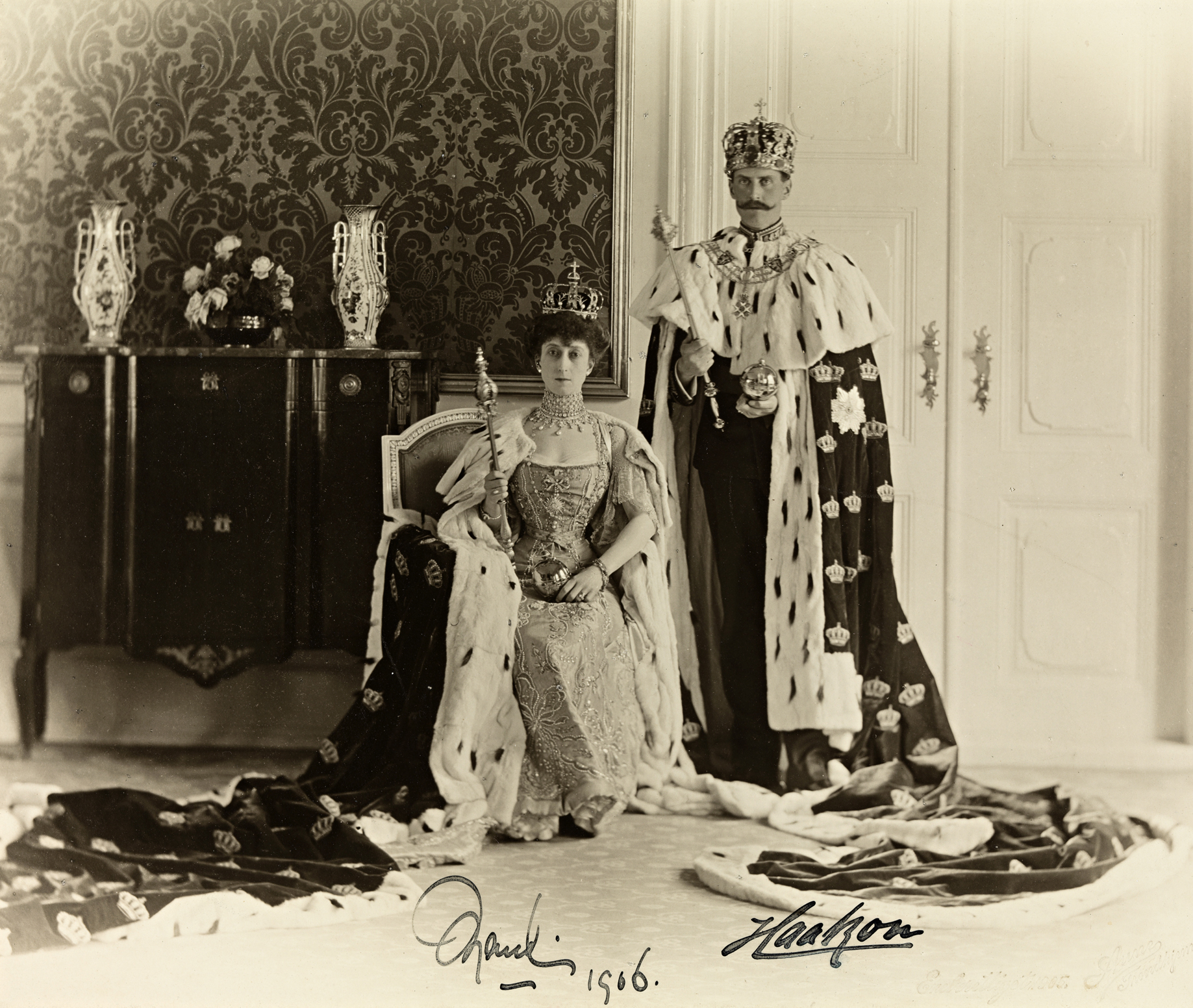
Korunovační portrét královny Maud a krále Haakona VII., 22. června 1906. Tato kopie je opatřena podpisem krále a královny a patřila Fridtjofu Nansenovi

Peder Olsen Aune (13. února 1862 na Ree v Stjørdal – 11. listopadu 1931) byl norský fotograf.

## Životopis
Byl synem obchodníka jménem P. C. Aune a jeho manželky Marie Petronelly Struck z Ree. Ve svých šestnácti letech začal Aune studovat u polského fotografa Carla Viktora Emanuela Huczowskiho, který uprchl ze své země a žil s rodinou v Norsku. Po krátkém pobytu ve Švédsku otevřel fotografický obchod s ateliérem v Trondheimu spolu se svou sestrou Karolinou. Již rok poté, v roce 1888, opustil svou rodinu a odcestoval do Spojených států, kde zůstal do roku 1895. Během svého pobytu ve Spojených státech řídil fotografický podnik v Portlandu v Oregonu. Než se Aune vrátil do Trondheimu, studio převzal jeho bratr.
Aune se brzy stal jedním z nejvýznamnějších fotografů ve městě a vynikal na několika výstavách v tuzemsku i v zahraničí. Byl také pověřen fotografovat vše, co souviselo s korunovací norského krále Haakona VII. a královny Maud z Walesu v roce 1906. Pořídil také oficiální korunovační portréty.
Po Auneově smrti v roce 1931 vdova provozovala společnost rok, dokud nezanikla. Asi 20 000 záznamů a filmů věnovala knihovně Královské norské vědecké společnosti, ale většina sbírky negativů byla hozena na moře.

## Galerie

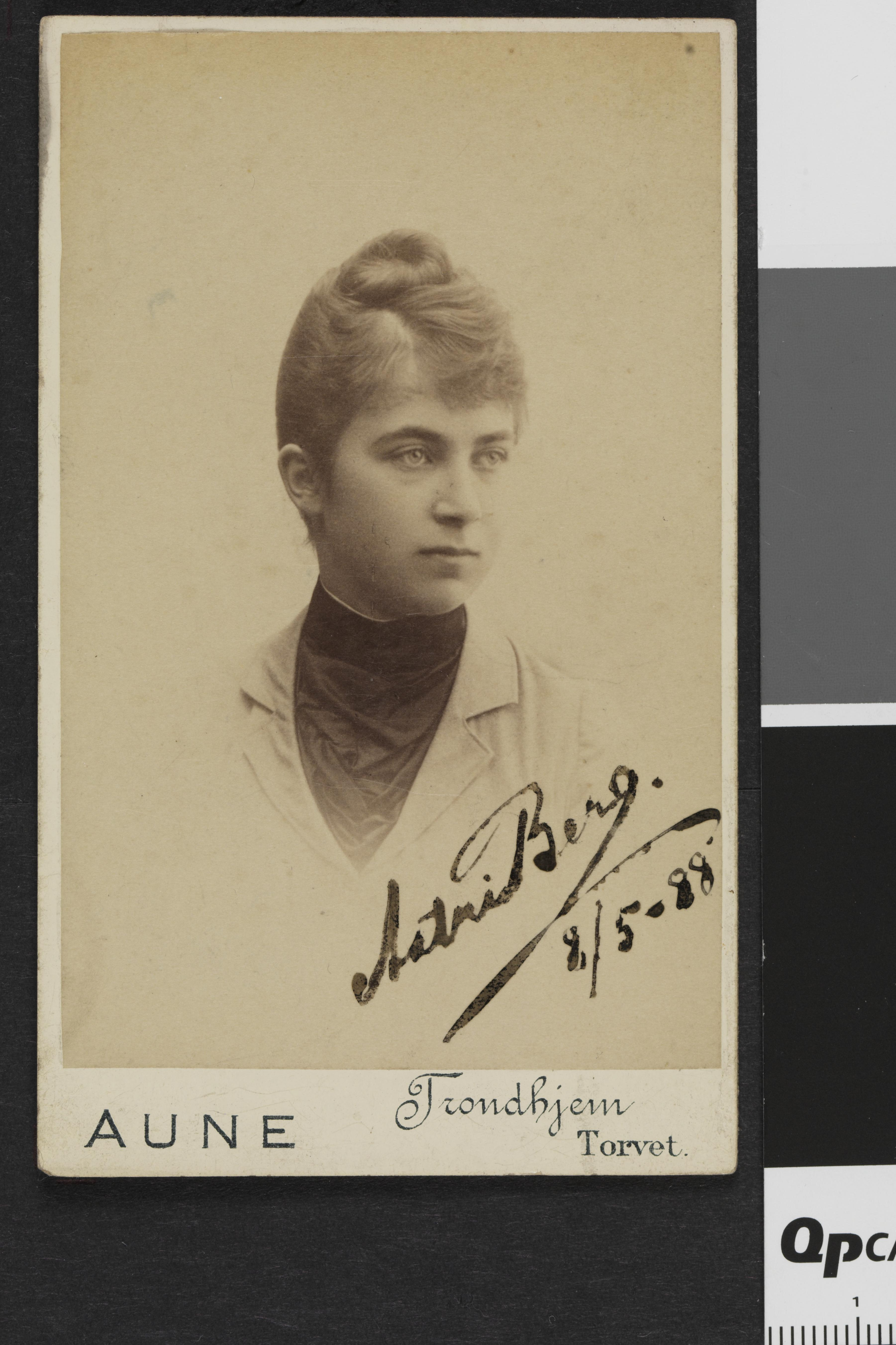
Astri Berg
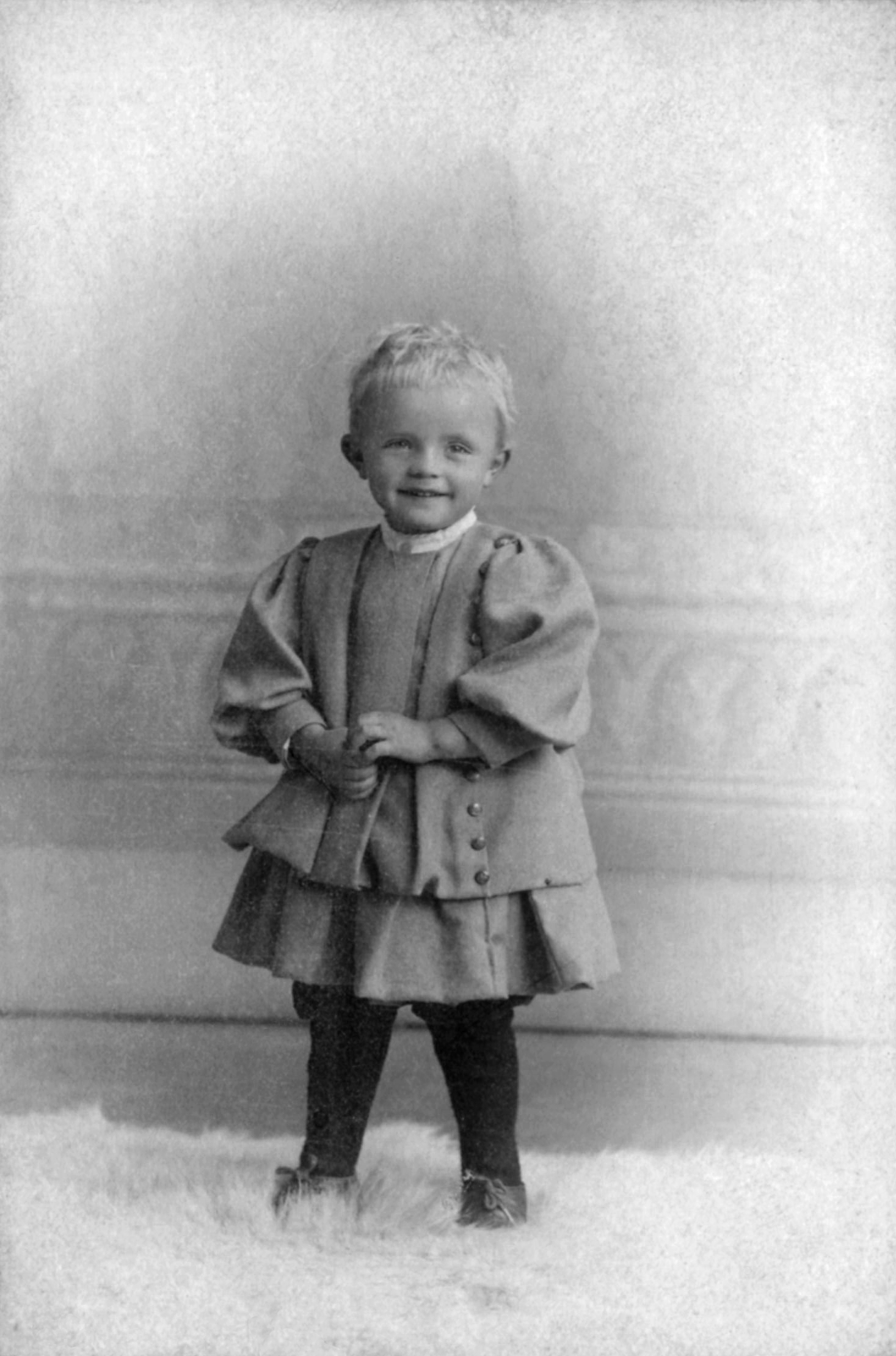
Bjarne Rosvold (1901)
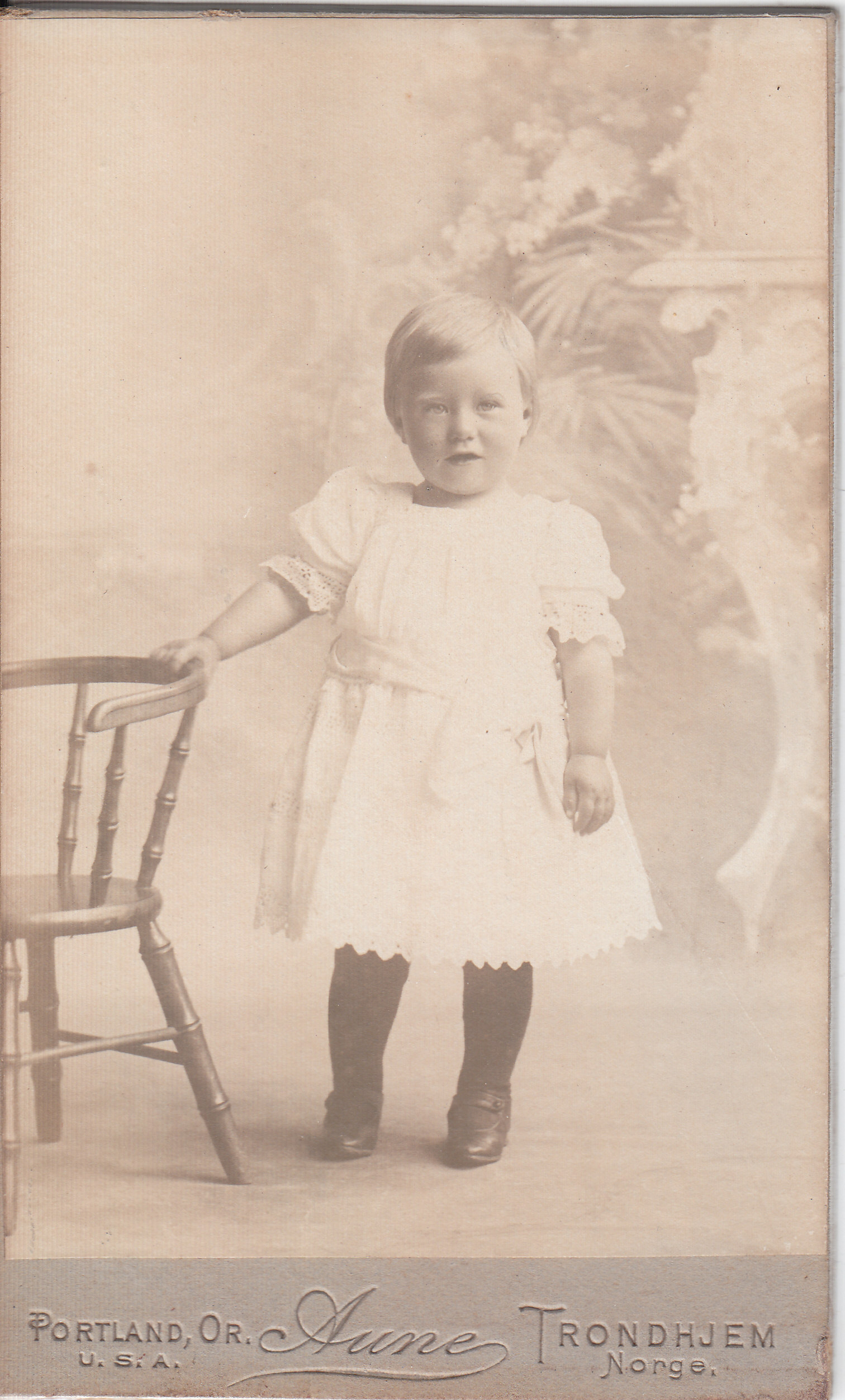
Else Digre (1900–1989)
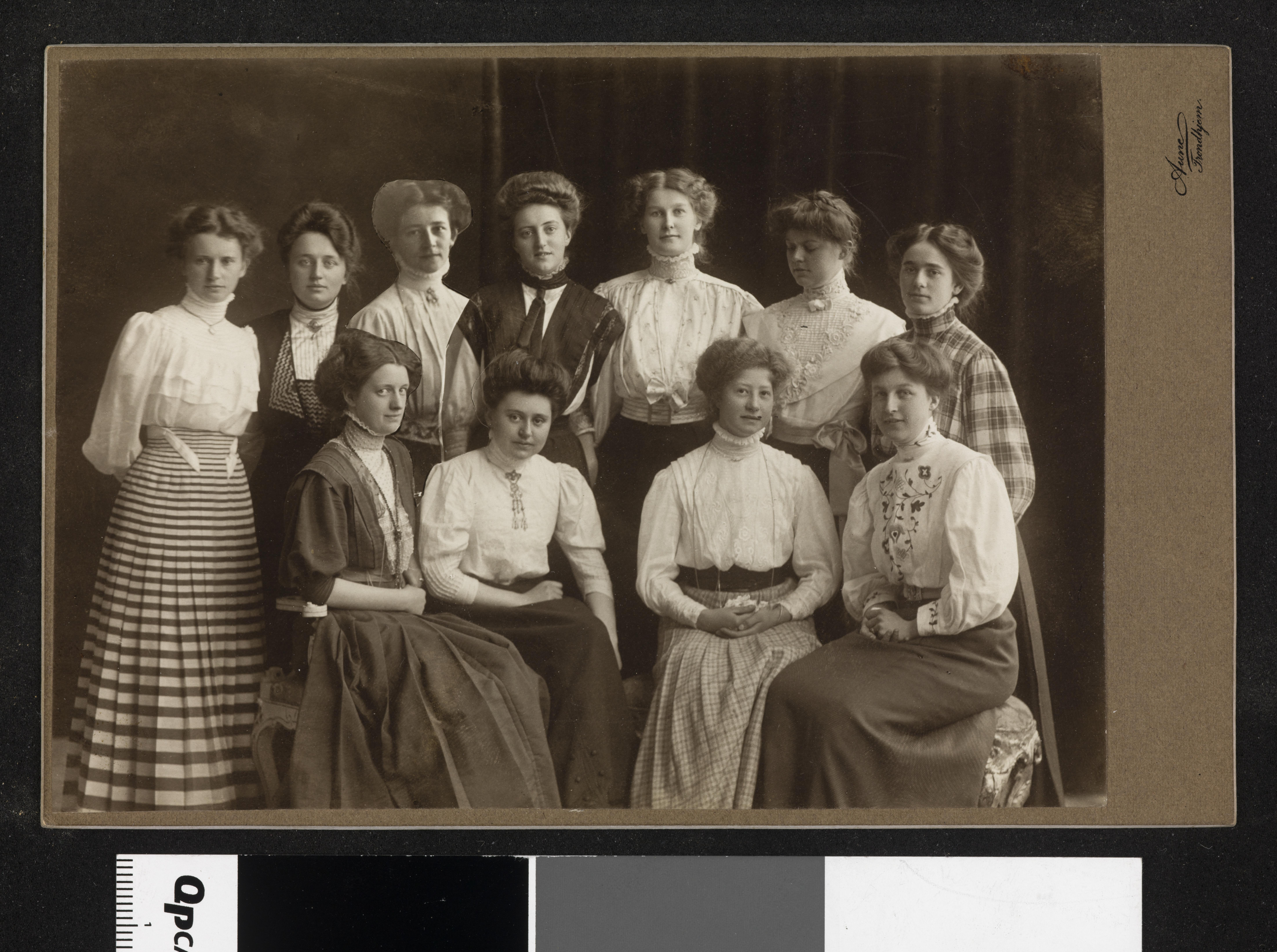
Dívčí třída Trondheimské Reálné školy, asi 1901–1903 nebo dámský klub Trondheim, asi 1908
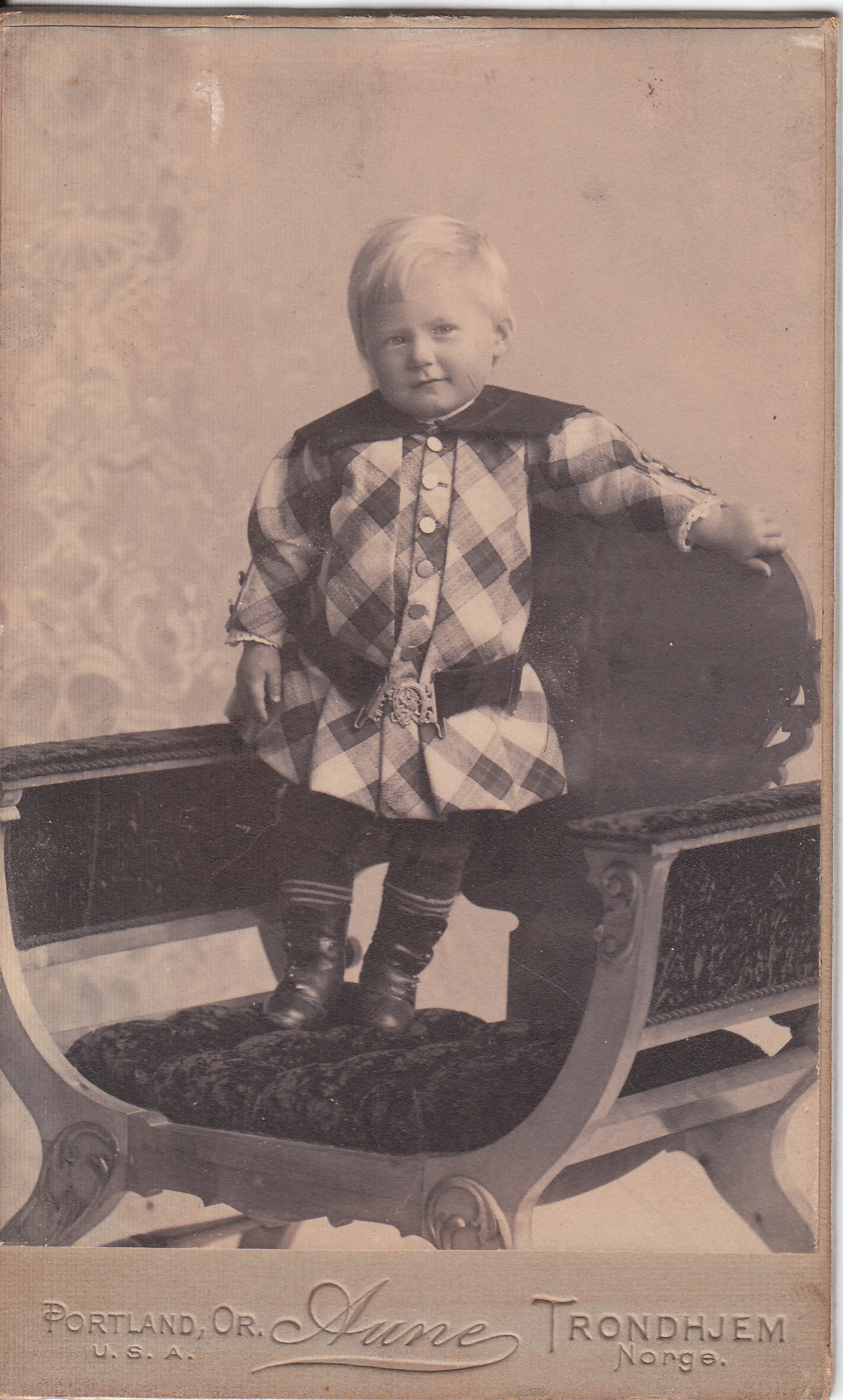
Fritz Digre (1897–1992)